# Gametofit
Gametofit (grčki gamete, gametes = supruga, suprug i phyton = biljka) je kod  biljaka polna generacija koja stvara gamete, ili polne rasplodne ćelije. To je haploidna faza smene generacija.
Vrste biljaka kod kojih postoji smena generacija postoje najmanje dva pojavna oblika koji su po izgledu sasvim različi, a nazvani su u polnoj fazi gametofit, a u bespolnoj sporofit. Gametofiti stvaraju gamete (polne ćelije), a sporofiti spore, ćelije koje služe bespolnom razmnožavanju.
Gametofit je uvek višećelijski. Raste iz spore jednog sporofita i zato je uvek haploidan, što znači da svaka njegova ćelija ima samo jednu polovinu hromozomskih parova. Gametofit razvija polne organe, a u njima gamete. Nakon spajanja dve polne ćelije nastaje jedan diploidni zigot, početak druge generacije (diploidna, sporofitna generacija). Drugim rečima, nakon spajanja dve polne ćelije, zigot odrasta kod sporofita, koji nakon toga stvara spore iz kojih ponovo niču gametofiti, čime se zatvara krug te dve generacije.

## Alge
Kod nekih višećelijskih zelenih algi (Ulva lactuca je jedan primer), crvene alge i mrke alge, sporofiti i gametofiti može biti eksterno nerazlučivi (izomorfni). Kod pripadnika roda Ulva gameti su izogamni, svi su iste veličine, oblika i opšte morfologije.

## Kopnene biljke
Kod kopnenih biljki, anizogamija je univerzalna. Kao kod životinja, ženski i muški gameti se nazivaju, respektivno, jaja i sperma. Kod postojećih kopnenih biljaka, bilo sporofit ili gametofit mogu biti redukovani (heteromorfni). Nijedan postojeći gametofit ima stomate, mada su oni pronađeni na fosilnim vrstama kao što je rani devonski Aglaophyton iz rajnskog crnjaka. Drugi fosilni gametofiti pronađeni u rajnskom crnjaku pokazuju da su bili mnogo razvijeniji od sadašnjih oblika, nalik na sporofit po tome što imaju dobro razvijenu provodnu niti, korteks, epidermu i kutikulu sa stomama, ali su bili mnogo manji.

### Vaskularne biljke
Sve vaskularne biljke su sporofitno dominantne, a trend ka manjim i više sporofitno zavisnim ženskim gametofitima je očigledan kako su kopnene biljke evoluirale razmnožavanje semenom.

#### Likofiti
Postojeći likofiti proizvode dva različita tipa gametofita. U homospornim porodicama Lycopodiaceae i Huperziaceae, spore klijaju u biseksualne slobodno živeće, podzemne i mikotrofne gametofite koji dobijaju hranljive materije iz simbioze sa gljivama. Kod Isoetes i Selaginella, koji su heterosporni, mikrosporni i megasporni, dolazi do raspršivanja iz sporangija bilo pasivno ili aktivnim izbacivanjem. Mikrospore proizvode mikrogametofite koji proizvode spermu. Megaspore proizvode smanjene megagametofite unutar zida spora. U zrelosti, megaspora se otvara na triletnom šavu da bi omogućila muškim polnim ćelijama da pristupe jajnim ćelijama u arhegonijama iznutra. Gametofiti Isoetes su u ovom pogledu slični onima izumrlih arborescentnih likofita iz karbona Lepidodendron i Lepidostrobus.

#### Seme biljki
Životni ciklus gametofita semenske biljke je još više redukovan nego u bazalnim taksonima (paprati i likofiti). Gametofiti semenskih biljaka nisu nezavisni organizmi i zavise od dominantnog sporofitnog tkiva za hranljive materije i vodu. Sa izuzetkom zrelog polena, ako se gametofitno tkivo odvoji od sporofitnog tkiva, ono neće preživeti. Zbog ovog složenog odnosa i male veličine gametofitnog tkiva – u nekim situacijama jednoćelijskog – razlikovanje ljudskim okom ili čak mikroskopom između gametofitnog tkiva semena i tkiva sporofita može biti izazov. Dok se gametofitno tkivo biljaka semena obično sastoji od mononukleatnih haploidnih ćelija (1 x n), mogu se desiti specifične okolnosti u kojima se ploidnost veoma razlikuje uprkos tome što se još uvek smatra delom gametofita.
Kod golosemenica, muški gametofiti se proizvode u unutrašnjosti mikrospora unutar mikrosporangija koje se nalaze unutar muških čunjeva ili mikrostrobila. U svakoj mikrospori se proizvodi jedan gametofit, koji se sastoji od četiri haploidne ćelije proizvedene mejoznom deobom matične ćelije diploidne mikrospore. U zrelosti, svaki gametofit dobijen iz mikrospore postaje polenovo zrno. Tokom njegovog razvoja, vodu i hranljive materije koje su potrebni muškom gametofitu obezbeđuju sporofitno tkivo sve dok se ne puste za oprašivanje. Broj ćelija svakog zrelog polenovog zrna varira između redova golosemenica. Cicadophita ima 3 ćelijska zrna polena dok Ginkgophyta ima 4 ćelijska zrna polena. Gnetophyta može imati 2 ili 3 ćelijska zrna polena u zavisnosti od vrste, a zrna polena Coniferophyta variraju u velikoj meri u rasponu od jednoćelijskih do 40-ćelijskih. Jedna od ovih ćelija je tipično zametna ćelija, a druge ćelije se mogu sastojati od jedne cevne ćelije koja raste i formira polenovu cev, sterilne ćelije i/ili protalijalne ćelije koje su obe vegetativne ćelije bez suštinske reproduktivne funkcije. Nakon uspešnog oprašivanja, muški gametofit nastavlja da se razvija. Ako cevna ćelija nije razvijena u mikrostrobilusu, ona se stvara nakon oprašivanja putem mitoze. Ćelija tubusa prerasta u diploidno tkivo ženskog konusa i može se granati u tkivo megastrobilusa ili rasti pravo prema jajnoj ćeliji. Sporofitno tkivo megastrobilusa obezbeđuje hranljive materije za muški gametofit u ovoj fazi. Kod nekih golosemenica, ćelija cevi će stvoriti direktan kanal od mesta oprašivanja do jajne ćelije, kod drugih golosemenica će cevasta ćelija puknuti u sredini sporofitnog tkiva megastrobilusa. Ovo se dešava zato što u nekim redovima golosemenica, zametna ćelija nije pokretna i potreban je direktan put, međutim, kod Cycadophyta i Ginkgophyta, zametna ćelija je mobilna zbog prisutnosti flagela i direktan put ćelije od mesta oprašivanja do jajeta nije potreban. Kod većine vrsta zametna ćelija se može preciznije opisati kao ćelija sperme koja se pari sa jajnom ćelijom tokom oplodnje, mada to nije uvek slučaj. Kod nekih vrsta Gnetophyta, zametna ćelija će osloboditi dva jezgra spermatozoida koja prolaze kroz retki proces dvostruke oplodnje golosemenica koji se dešava isključivo sa jezgrom sperme, a ne fuzijom razvijenih ćelija. Nakon što se oplodnja završi u svim redovima, preostalo muško gametofitno tkivo biva razgrađeno.

## Heteromorfija
Kod biljaka sa heteromorfnim gametofitima postoje dve različite vrste gametofita. Pošto se dva gametofita razlikuju po obliku i funkciji, nazivaju se heteromorfnim, od hetero- „različit” i morph oblik. Gametofit za proizvodnju jaja poznat je kao megagametofit, jer je obično veći, a gametofit koji proizvodi spermu poznat je kao mikrogametofit. Gametofiti koji proizvode jajne ćelije i spermu na zasebnim biljkama nazivaju se jednodomnim biljkama.
Kod heterospornih biljki (vodene paprati, neki likofiti, kao i sve gimnosperme i angiosperme), postoje dva različita sporangijuma, od kojih svaki proizvodi jednu vrstu spora i jednu vrstu gametofita. Međutim, nisu svi heteromorfni gametofiti nastali iz heterosporoznih biljaka. To jest, neke biljke imaju različite gametofite za proizvodnju jaja i sperme, ali ti gametofiti nastaju iz iste vrste spora unutar istog sporangijuma; Sphaerocarpos je primer takve biljke.
U semenim biljkama mikrogametofit se naziva polen. Mikrogametofiti semenske biljke se sastoje od nekoliko (tipično dve do pet) ćelija kada zrna polena izlaze iz sporangijuma. Megagametofit se razvija unutar megaspore postojećih vaskularnih biljaka bez koštica i unutar megasporangijuma u konusu ili cvetu u semenskim biljkama. Kod semenskih biljaka, mikrogametofit (polen) putuje u blizinu jajne ćelije (prenosi se fizičkim ili životinjskim vektorom) i proizvodi dve ćelije sperme mitozom.
Kod gimnospermi megagametofit se sastoji od nekoliko hiljada ćelija i proizvodi jednu do nekoliko arhegonija, od kojih svaka ima jednu jajnu ćeliju. Gametofit postaje tkivo za skladištenje hrane u semenu.
Kod angiospermi, megagametofit je redukovan na samo nekoliko jezgara i ćelija, i ponekad se naziva semeni zametak. Tipični semeni zametak sadrži sedam ćelija. Dva jezgra spajaju se sa nukleusom sperme da formiraju endosperm, koji postaje tkivo za skladištenje hrane u semenu.

## Literatura
- Barnes, R.S.K.; Calow, P.; Olive, P.J.W.; Golding, D.W. & Spicer, J.I. (2001), The Invertebrates: a synthesis, Oxford; Malden, MA: Blackwell, ISBN 978-0-632-04761-1
- Bateman, R.M. & Dimichele, W.A. (1994), „Heterospory – the most iterative key innovation in the evolutionary history of the plant kingdom” (PDF), Biological Reviews of the Cambridge Philosophical Society, 69 (3): 345—417, doi:10.1111/j.1469-185x.1994.tb01276.x, Архивирано из оригинала (PDF) 15. 04. 2012. г., Приступљено 2010-12-30
- Bell, P.R. & Hemsley, A.R. (2000), Green Plants: their Origin and Diversity (2nd изд.), Cambridge, etc.: Cambridge University Press, ISBN 978-0-521-64109-8
- Foster, A.S. & Gifford, E.M. (1974), Comparative Morphology of Vascular Plants (2nd изд.), San Francisco: W.H. Freeman, ISBN 978-0-7167-0712-7
- Guiry, M.D.; Guiry, G.M. (2008), „Cladophora”, AlgaeBase, World-wide electronic publication, National University of Ireland, Galway, Приступљено 2011-07-21
- Kirby, A. (2001), Ulva, the sea lettuce, Monterey Bay Aquarium Research Institute, Архивирано из оригинала 2011-05-16. г., Приступљено 2011-01-01
- Scott, Thomas (1996), Concise Encyclopedia Biology, Berlin: Walter de Gruyter, ISBN 978-3-11-010661-9
- Shyam, R. (1980), „On the life-cycle, cytology and taxonomy of Cladophora callicoma from India”, American Journal of Botany, 67 (5): 619—24, JSTOR 2442655, doi:10.2307/2442655
- Sporne, K.R. (1974a), The Morphology of Angiosperms, London: Hutchinson, ISBN 978-0-09-120611-6
- Sporne, K.R. (1974b), The Morphology of Gymnosperms (2nd изд.), London: Hutchinson, ISBN 978-0-09-077152-3
- Stewart, W.N. & Rothwell, G.W. (1993), Paleobotany and the Evolution of Plants (2nd изд.), Cambridge, UK: Cambridge University Press, ISBN 978-0-521-38294-6
- Watson, E.V. (1981), British Mosses and Liverworts (3rd изд.), Cambridge, UK: Cambridge University Press, ISBN 978-0-521-28536-0
- Taylor, T.N.; Kerp, H. & Hass, H. (2005), „Life history biology of early land plants: Deciphering the gametophyte phase”, Proceedings of the National Academy of Sciences of the United States of America, 102 (16): 5892—5897, PMC 556298 , PMID 15809414, doi:10.1073/pnas.0501985102